# Oftersheim
Oftersheim es un municipio de unos 11.400 habitantes y una superficie total de 1.277 ha en el distrito de Rin-Neckar en el norte de Baden-Wurtemberg, Alemania, directamente al este de la ciudad de Schwetzingen. Otros municipios vecinos son Plankstadt al norte, Sandhausen al este y Walldorf y Hockenheim al sur. Está ubicado en la región metropolitana Rin-Neckar a unos 15 km al sur de Mannheim y 10 km al oeste de Heidelberg. Oftersheim significa hogar de Ofteri de lo que se puede concluir que fue la fundación de un noble franco en el siglo V, aunque aparece por vez primera en un documento escrito del año 766.
Oftersheim está ubicado al margen norte de la zona de dunas interiores más grande la Europa Central. Estas dunas se formaron probablemente en un período seco después de la última glaciación. Fueron dunas movedizas, pero en la Edad Media se plantaron pinos frugales con enraizamiento profundo y en la actualidad también planifolios crecen sobre las dunas. Además, en el suelo arenoso y seco se establecieron diversas plantas que normalmente sólo se encuentran en estepas cálidas. Las dunas más conocidas son la Altura de la Paz (Friedenshöhe), 120 m s. n. m., con vista hacia el oeste y el Cerro del Comandante (Feldherrnhügel), 123 m s. n. m., con vista hacia la Ruta de Montaña (Bergstraße) en el este.